# Nu Jerzey Devil
Nu Jerzey Devil (справжнє ім'я Ентоні Торрес) (нар. 10 січня 1982 р., Південний Бронкс, Нью-Йорк) — американський музичний продюсер, репер і DJ.

## Біографія
У віці чотирьох років разом з матір'ю, чотирма братами й сестрою репер переїхав до Атлантик-Сіті, штат Нью-Джерсі. У 7 років він почав читати реп, знаючи, що у нього до цього є хист. У 18 він дав колезі пістолет 45 калібру в обмін на професійне діджейське обладнання. Згодом Ентоні почав використовувати його для створення власних бітів, реп було відкладено на другий план. Пізніше він купив драм-машину Dr. Rhytm та клавішні фірми Yamaha.
Через два роки після того, як його біти стали популярними на районі, він отримав запрошення від Родні Джеркінса з Darkchild Producions переїхати до Маямі. Вони разом записали там кілька пісень і через деякий час продюсер приєднався до Darkchilid Producions. Родні розповів колезі про репера The Game, з котрим був особисто знайомий двоюрідний брат NJD, Phat Rat.
Game оголосив Ентоні свій намір створити The Black Wall Street Records. У 2004 продюсер став підписантом лейблу й переїхав до Комптона, де розташовувалася штаб-квартира BWS. 3 квітня 2011 р. Game повідомив через свій Твітер-акаунт, що Nu Jerzey Devil більше не є частиною лейблу.

## Дискографія

### Студійні альбоми
- 2009: Mr. Red Karpet
- 2012: From the Bottom to the Top[2]

### Міні-альбоми
- 2010: Behind Closed Doors

### Мікстейпи
- 2008: The Introduction
- 2009: Art of the Devil
- 2010: The Say Now: Digital Mixtape